# Ober St. Veit
Ober St. Veit – jedna ze stacji metra w Wiedniu na Linia U4. Została otwarta 1 czerwca 1981. 
Znajduje się w 13. dzielnicy Wiednia, Hietzing. Nazwa stacji pochodzi od dawnej miejscowości Ober Sankt Veit.